# جزيرة سيتكين العظمى
جزيرة سيتكين العظمى ( Aleut)؛ (بالروسية: Большой Ситкин)‏ هي جزيرة بركانية في جزر أندريانوف في جزر ألوتيان في ألاسكا. تغطي الجزيرة مساحة إجمالية قدرها 60 ميل مربع (160 كـم2) وتقع شمال مجموعة جزر تقع بين جزيرة أداك وجزيرة أتكا.

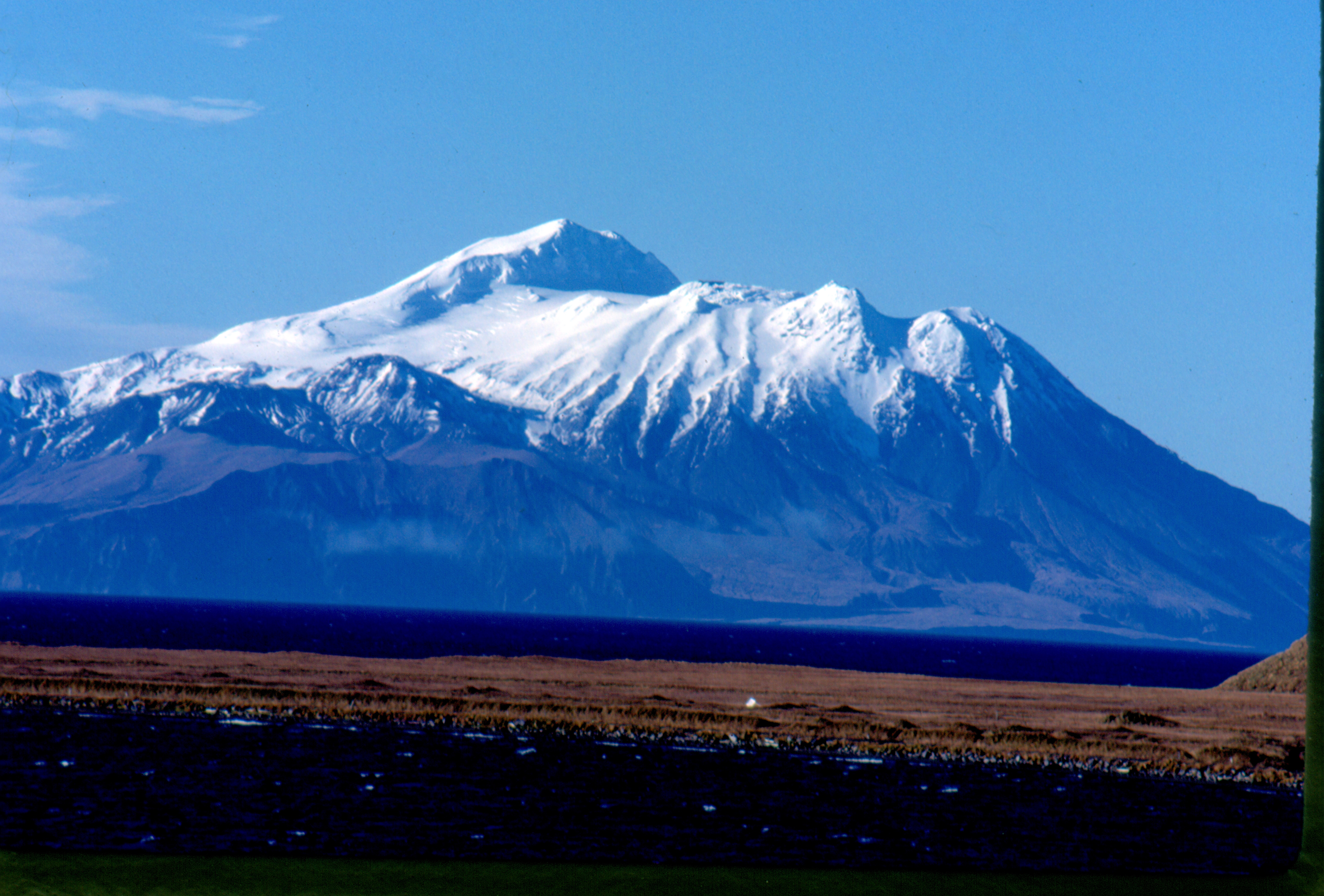
جزيرة ستيكين

يسيطر على الجزء الشمالي من الجزيرة مجمع بركان سيتكين العظيم [الإنجليزية] الذي يرتفع إلى ارتفاع 5,710 قدم (1,740 م). الجزيرة 18 كيلومتر (11 ميل) بطول 16.94 كيلومتر (10.53 ميل) واسعة.

## تاريخ
كانت سيتكين العظيمة موقعًا لمخزن وقود خلال الحرب العالمية الثانية، محطة ساند باي البحرية، انتهى بناؤها في 15 مايو 1943، وشمل أماكن إقامة لحوالي 680 رجلاً وتتألف من 26 خزانًا لزيت الوقود، وثلاثة خزانات سعة 6000 برميل، و 22 دبابة البرميلية سعة 10000 ودبابة واحدة سعة 15000 برميل محاطة بالسواتر في حالة الهجوم أو الانسحاب. كان لدى المحطة البحرية حوالي 10 أشخاص فقط يدعمونها بحلول عام 1949، ولكنها كانت تعمل حتى عام 1963 وما زالت بقايا خزانات النفط في الجزيرة وتشكل خطرًا بيئيًا. بدءًا من عام 2021، تحقق من جدوى التنظيف بحثًا عن الملوثات المتبقية من القاعدة. في 24 سبتمبر 1959، تحطمت طائرة من طراز Douglas DC-4 تحمل 5 من أفراد الطاقم و 11 راكبًا بسبب خطأ الطيار ولم يعثر على ناجين. في 26 أكتوبر 1965 جنحت سفينة الحرية Ekaterini G. (المعروفة سابقًا باسم Josiah G. Holland) بعد أن فقدت مروحتها في الأمواج العاتية. أُنقذ جميع أفراد الطاقم، على الرغم من إصابة 2 وتوفي أحدهم، وهو سوتيريس ميندرينوس، متأثرا بجراحه. أُعلن عن خسارة فادحة للسفينة ولا تزال جانحة على الجانب الغربي من الجزيرة. في 11 ديسمبر 1973، تحطمت طائرة من طراز Douglas DC-6 في الجزيرة، ولقي جميع أفراد الطاقم والركاب العشرة مصرعهم.

## أنظر أيضا
- قائمة أعلى القمم في أمريكا الشمالية [الإنجليزية]
- قائمة قمم الجبال في الولايات المتحدة [الإنجليزية]
- قائمة قمم جبال ألاسكا [الإنجليزية]
- قائمة الألتراس في الولايات المتحدة [الإنجليزية]
- قائمة البراكين في الولايات المتحدة [الإنجليزية]